# 奧杜邦鎮區 (明尼蘇達州貝克縣)
奧杜邦鎮區（英語：Audubon Township）是位於美國明尼蘇達州貝克縣的一個行政鎮區。

## 地方資料
奧杜邦鎮區的面積為91.70平方千米，當中陸地面積為83.80平方千米，而水域面積為7.90平方千米。根據2020年美國人口普查的數據，當地共有人口646人，而人口密度為每平方千米7.04人。